# Qualificazioni al campionato europeo femminile di calcio 1991
Le qualificazioni al campionato europeo femminile di calcio 1991 ebbero luogo dal 9 settembre 1989 al 12 dicembre 1990. Videro coinvolte 18 squadre divise in cinque gruppi da tre e quattro squadre. Le prime dei gruppi da tre e le prime due dei gruppi da quattro si qualificarono per i quarti dai quali uscirono le 4 qualificate alla fase finale.

## Gruppo 1
| Data              | Luogo            | Squadra 1        | Risultato | Squadra 2        |
| ----------------- | ---------------- | ---------------- | --------- | ---------------- |
| 18 novembre 1989  | Koog aan de Zaan | Paesi Bassi      | 2 - 0     | Irlanda          |
| 9 dicembre 1989   | Bangor           | Irlanda del Nord | 1 - 2     | Irlanda          |
| 19 marzo 1990     | Belfast          | Irlanda del Nord | 0 - 6     | Paesi Bassi      |
| 29 aprile 1990    | Dublino          | Irlanda          | 0 - 0     | Paesi Bassi      |
| 22 settembre 1990 | Kaatsheuvel      | Paesi Bassi      | 9 - 0     | Irlanda del Nord |
| 7 ottobre 1990    | Dublino          | Irlanda          | 4 - 0     | Irlanda del Nord |

| Pos | Squadra          | Pti | G | V | N | P | GF | GS |
| --- | ---------------- | --- | - | - | - | - | -- | -- |
| 1   | Paesi Bassi      | 7   | 4 | 3 | 1 | 0 | 17 | 0  |
| 2   | Irlanda          | 5   | 4 | 2 | 1 | 1 | 6  | 3  |
| 3   | Irlanda del Nord | 0   | 4 | 0 | 0 | 4 | 1  | 21 |

Paesi Bassi avanzano ai quarti.

## Gruppo 2
| Data              | Luogo       | Squadra 1 | Risultato | Squadra 2 |
| ----------------- | ----------- | --------- | --------- | --------- |
| 15 ottobre 1989   | Knurów      | Polonia   | 1 - 3     | Francia   |
| 22 ottobre 1989   | Helsingborg | Svezia    | 4 - 1     | Polonia   |
| 13 maggio 1990    | Melun       | Francia   | 0 - 2     | Svezia    |
| 10 giugno 1990    | Gorzów      | Polonia   | 0 - 2     | Svezia    |
| 29 settembre 1990 | Metz        | Francia   | 2 - 0     | Polonia   |
| 14 ottobre 1990   | Mariestad   | Svezia    | 4 - 1     | Francia   |

| Pos | Squadra | Pti | G | V | N | P | GF | GS |
| --- | ------- | --- | - | - | - | - | -- | -- |
| 1   | Svezia  | 8   | 4 | 4 | 0 | 0 | 12 | 2  |
| 2   | Francia | 4   | 4 | 2 | 0 | 2 | 6  | 7  |
| 3   | Polonia | 0   | 4 | 0 | 0 | 4 | 2  | 11 |

Svezia avanza ai quarti.

## Gruppo 3
| Data              | Luogo       | Squadra 1   | Risultato | Squadra 2   |
| ----------------- | ----------- | ----------- | --------- | ----------- |
| 9 settembre 1989  | Varkaus     | Finlandia   | 0 - 1     | Norvegia    |
| 1º ottobre 1989   | Brentford   | Inghilterra | 0 - 0     | Finlandia   |
| 15 ottobre 1989   | Kongsvinger | Norvegia    | 4 - 0     | Belgio      |
| 17 marzo 1990     | Ypres       | Belgio      | 0 - 3     | Inghilterra |
| 7 aprile 1990     | Sheffield   | Inghilterra | 1 - 0     | Belgio      |
| 12 maggio 1990    | Espoo       | Finlandia   | 3 - 0     | Belgio      |
| 27 maggio 1990    | Klepp       | Norvegia    | 2 - 0     | Inghilterra |
| 13 giugno 1990    | Porsgrunn   | Norvegia    | 4 - 0     | Finlandia   |
| 2 settembre 1990  | Manchester  | Inghilterra | 0 - 0     | Norvegia    |
| 27 settembre 1990 | Kapellen    | Belgio      | 0 - 1     | Norvegia    |
| 29 settembre 1990 | Tampere     | Finlandia   | 0 - 0     | Inghilterra |
| 13 ottobre 1990   | Bruxelles   | Belgio      | 1 - 0     | Finlandia   |

| Pos | Squadra     | Pti | G | V | N | P | GF | GS |
| --- | ----------- | --- | - | - | - | - | -- | -- |
| 1   | Norvegia    | 11  | 6 | 5 | 1 | 0 | 12 | 0  |
| 2   | Inghilterra | 7   | 6 | 2 | 3 | 1 | 4  | 2  |
| 3   | Finlandia   | 4   | 6 | 1 | 2 | 3 | 3  | 6  |
| 4   | Belgio      | 2   | 6 | 1 | 0 | 5 | 1  | 12 |

Norvegia e Inghilterra avanzano ai quarti.

## Gruppo 4
| Data              | Luogo             | Squadra 1      | Risultato      | Squadra 2      |
| ----------------- | ----------------- | -------------- | -------------- | -------------- |
| 1º ottobre 1989   | Straubing         | Germania Ovest | 0 - 0          | Ungheria       |
| 14 ottobre 1989   | Cecoslovacchia    | Cecoslovacchia | 2 - 0          | Bulgaria       |
| 28 ottobre 1989   | Simitli           | Bulgaria       | 0 - 3 (a tav.) | Ungheria       |
| 22 novembre 1989  | Marburgo          | Germania Ovest | 5 - 0          | Cecoslovacchia |
| 11 aprile 1990    | Sofia             | Bulgaria       | 1 - 4          | Germania Ovest |
| 29 aprile 1990    | Cecoslovacchia    | Cecoslovacchia | 0 - 1          | Germania Ovest |
| 26 maggio 1990    | Esztergom         | Ungheria       | 2 - 0          | Cecoslovacchia |
| 9 giugno 1990     | Dorog             | Ungheria       | 2 - 0          | Bulgaria       |
| 26 settembre 1990 | Rheine            | Germania Ovest | 4 - 0          | Bulgaria       |
| 29 settembre 1990 | Vranov nad Topľou | Cecoslovacchia | 3 - 0          | Ungheria       |
| 14 ottobre 1990   | Sopron            | Ungheria       | 0 - 4          | Germania       |
| 14 ottobre 1990   | Pazardžik         | Bulgaria       | 2 - 3          | Cecoslovacchia |

| Pos | Squadra        | Pti | G | V | N | P | GF | GS |
| --- | -------------- | --- | - | - | - | - | -- | -- |
| 1   | Germania       | 11  | 6 | 5 | 1 | 0 | 18 | 1  |
| 2   | Ungheria       | 7   | 6 | 3 | 1 | 2 | 7  | 7  |
| 3   | Cecoslovacchia | 6   | 6 | 3 | 0 | 3 | 8  | 10 |
| 4   | Bulgaria       | 0   | 6 | 0 | 0 | 6 | 3  | 18 |

Germania e Ungheria avanzano ai quarti.

## Gruppo 5
| Data             | Luogo         | Squadra 1 | Risultato | Squadra 2 |
| ---------------- | ------------- | --------- | --------- | --------- |
| 14 ottobre 1989  | Berna         | Svizzera  | 0 - 4     | Danimarca |
| 4 novembre 1989  | Benicasim     | Spagna    | 0 - 0     | Svizzera  |
| 25 novembre 1989 | Antequera     | Spagna    | 1 - 3     | Danimarca |
| 2 dicembre 1989  | Reggio Emilia | Italia    | 4 - 1     | Svizzera  |
| 10 febbraio 1990 | Portici       | Italia    | 3 - 1     | Spagna    |
| 7 aprile 1990    | Lugano        | Svizzera  | 0 - 4     | Italia    |
| 28 aprile 1990   | Vejle         | Danimarca | 1 - 0     | Italia    |
| 2 maggio 1990    | Binningen     | Svizzera  | 2 - 1     | Spagna    |
| 23 maggio 1990   | Vejle         | Danimarca | 4 - 0     | Svizzera  |
| 13 giugno 1990   | Vejle         | Danimarca | 5 - 0     | Spagna    |
| 6 ottobre 1990   | Oristano      | Italia    | 1 - 1     | Danimarca |
| 21 ottobre 1990  | Murcia        | Spagna    | 0 - 0     | Italia    |

| Pos | Squadra   | Pti | G | V | N | P | GF | GS |
| --- | --------- | --- | - | - | - | - | -- | -- |
| 1   | Danimarca | 11  | 6 | 5 | 1 | 0 | 18 | 2  |
| 2   | Italia    | 8   | 6 | 3 | 2 | 1 | 12 | 4  |
| 3   | Svizzera  | 3   | 6 | 1 | 1 | 4 | 3  | 17 |
| 4   | Spagna    | 2   | 6 | 0 | 2 | 4 | 3  | 13 |

Danimarca e Italia avanzano ai quarti.

## Quarti di finale
| Squadra 1   | Totale      | Squadra 2   | Andata | Ritorno     |
| ----------- | ----------- | ----------- | ------ | ----------- |
| Norvegia    | 4 - 1       | Ungheria    | 2 - 1  | 2 - 0       |
| Svezia      | 1 - 1 (gfc) | Italia      | 1 - 1  | 0 - 0       |
| Danimarca   | 1 - 0       | Paesi Bassi | 0 - 0  | 1 - 0 (dts) |
| Inghilterra | 1 - 6       | Germania    | 1 - 4  | 0 - 2       |

### Andata
| Arbitro: | Michał Listkiewicz |

|                        |           |          |
| Riise 65’ Stenberg 74’ | Marcatori | 80’ Kern |

| Arbitro: | Klaus Peschel |

|              |           |           |
| Sundhage 19’ | Marcatori | 43’ Carta |

| Vejle 24 novembre 1990 | Danimarca      | 0 – 0 referto | Paesi Bassi | Vejle Stadion (250 spett.)\| Arbitro: \| Rodger Gifford \| |
| Arbitro:               | Rodger Gifford |               |             |                                                            |

| Arbitro: | Jaap Uilenberg |

|               |           |                             |
| K. Walker 28’ | Marcatori | 18’, 37’, 54’ Mohr 34’ Lohn |

### Ritorno
| Arbitro: | Karl-Josef Assenmacher |

|  |           |                       |
|  | Marcatori | 20’ Bakken 75’ Haugen |

| Castellammare di Stabia 8 dicembre 1990 | Italia       | 0 – 0 referto | Svezia | Stadio Romeo Menti (4.000 spett.)\| Arbitro: \| Guy Goethals \| |
| Arbitro:                                | Guy Goethals |               |        |                                                                 |

| Arbitro: | Andrew Waddell |

|  |           |             |
|  | Marcatori | 95’ Rotbøll |

| Arbitro: | Michel Girard |

|                   |           |  |
| Unsleber 24’, 80’ | Marcatori |  |

Norvegia, Italia, Danimarca, Germania qualificate.